# Frontiers
Frontiers — восьмой студийный альбом американской группы Journey, был выпущен компанией Columbia в феврале 1983 года. Альбом достиг 2 позиции в чарте Billboard. С 1983 года в США было продано более 6 млн копий этого альбома.

## Об альбоме
Frontiers вобрал в себя четыре сингла, вошедшие в топ-40 чарта Billboard: «After the Fall» (#23), «Send Her My Love» (#23), «Faithfully» (#12) и «Separate Ways» (#8), а также хит рок-радио «Chain Reaction». Для первых пяти треков альбома были сняты видеоклипы.
Диск мог бы иметь больший коммерческий успех благодаря хитовым композициям «Ask The Lonely» и «Only The Young» (они, кстати, были выпущены в качестве синглов и имели немалый успех), которые прямо перед подачей альбома в печать были заменены на менее удачные «Back Talk» и «Troubled Child» по решению менеджера группы.
Рэнди Джексон сыграл партию бас-гитары на треке «After The Fall».
В 2008 году песня «Separate Ways» прозвучала в фильме «Всегда говори „Да“», в 2010 году — в фильме «Трон: Наследие».

## Список композиций
| №   | Название                                          | Автор(ы)                               | Длительность |
| --- | ------------------------------------------------- | -------------------------------------- | ------------ |
| 1.  | «Separate Ways (Worlds Apart)»                    | Jonathan Cain, Steve Perry, Neal Schon | 5:23         |
| 2.  | «Send Her My Love»                                | Cain, Perry                            | 3:55         |
| 3.  | «Chain Reaction»                                  | Cain, Perry, Schon                     | 4:21         |
| 4.  | «After the Fall»                                  | Cain, Perry                            | 5:01         |
| 5.  | «Faithfully»                                      | Cain                                   | 4:27         |
| 6.  | «Edge of the Blade»                               | Cain, Perry, Schon                     | 4:30         |
| 7.  | «Troubled Child»                                  | Cain, Perry, Schon                     | 4:29         |
| 8.  | «Back Talk»                                       | Cain, Perry, Steve Smith               | 3:17         |
| 9.  | «Frontiers»                                       | Cain, Perry, Schon, Smith              | 4:10         |
| 10. | «Rubicon»                                         | Cain, Perry, Schon                     | 4:19         |
| 11. | «Only the Young» (Бонус на переиздании 2006 года) | Cain, Perry, Schon                     | 4:18         |
| 12. | «Ask the Lonely» (Бонус на переиздании 2006 года) | Cain, Perry                            | 3:55         |
| 13. | «Liberty» (Бонус на переиздании 2006 года)        | Cain, Perry, Schon                     | 2:54         |
| 14. | «Only Solutions» (Бонус на переиздании 2006 года) | Cain, Perry, Schon                     | 3:33         |

## Участники записи
- Steve Perry — вокал
- Neal Schon — гитара, бэк-вокал
- Steve Smith — ударные, перкуссия
- Ross Valory — бас-гитара, бэк-вокал
- Jonathan Cain — клавишные, бэк-вокал, ритм-гитара на треке «Back Talk»